# Cerkiew Świętych Apostołów Piotra i Pawła w Słupsku
Cerkiew pod wezwaniem Świętych Apostołów Piotra i Pawła – prawosławna cerkiew parafialna w Słupsku. Należy do dekanatu Koszalin diecezji wrocławsko-szczecińskiej Polskiego Autokefalicznego Kościoła Prawosławnego.
Cerkiew mieści się w neogotyckim, dawnym kościele ewangelickim z końca XIX w. przy ulicy Zygmunta Krasińskiego, adaptowanym dla potrzeb parafii prawosławnej w 1946.  Budynek ozdobiono charakterystyczną wieżyczką dzwonnicy.
W 1993 dokonano generalnego remontu cerkwi. Remont powtórzono w roku 2021.